# Gilberto Cappelli
Gilberto Cappelli (Predappio, 1º gennaio 1952) è un compositore italiano.
Vincitore, nel 2001, del Premio Franco Abbiati della critica musicale italiana per la migliore composizione di quell'anno, si è formato presso il Conservatorio "G. B. Martini" di Bologna, dove ha studiato pianoforte e composizione sotto la guida di Giacomo Manzoni e Aldo Clementi. Sue composizioni sono state eseguite presso la Biennale di Venezia, Milano Musica, Pomeriggi Musicali di Milano, ed edite da Casa Ricordi e Ut Orpheus.
È stato per anni docente presso il Conservatorio di musica "B. Maderna" di Cesena.

## Opere
- Quartetto d'archi, Milano, Casa Ricordi, 1981 al Teatro La Fenice di Venezia
- Andando nel sole che abbaglia per orchestra da camera, Casa Ricordi, 1981
- Suoni di luce per violino e chitarra, Casa Ricordi, 1993
- 7 salmi per coro e orchestra, 1995
- Per Piero per chitarra, Ut Orpheus, 2006
- Per Maurizio per chitarra, Ut Orpheus, 2009
- Per Marco per tromba e pianoforte, 2013

## Discografia
- AA. VV. : "Aforismi musicali", Euterpe Classic Music, 2018 Marco Tampieri, tromba, Filippo Pantieri, pianoforte (contiene "Per Marco" di Gilberto Cappelli)